# SDSS J001820.5–093939.2
SDSS J001820.5–093939.2是位在星座的鯨魚座內，距離大約1,000光年的一顆恆星，也可以簡潔的稱為SDSS J0018-0939。.
SDSS J0018-0939是一顆低溫的主序星，它可能是第一顆被發現的第二代恆星。

## 背景
理論和實驗的模擬都推斷，在大爆炸之後大約一億年左右，由氣體雲形成的大質量恆星只有氫和氦的成分。超新星爆炸將這些第一代恆星內部形成的重元素拋出並進入周圍的氣體，這些重元素被驅散並轉化成為形成第二代恆星的原料，以及第一代恆星的間接標誌。
第一代恆星的質量分布是了解宇宙結構和化學豐度形成的關鍵；像星系的大量恆星系統。然而，就目前銀河系恆星的化學成分，還沒有發現如此大質量恆星超新星存在的證據。
質量低於太陽的恆星，有很長的生命期，可以有足夠的時間去發現它們。這些恆星獨特的化學豐度模式模式，可以用來推測第一代恆星的質量。
在過去的卅年，天文學家進行了大規模的調查，以找到在宇宙早期形成的低質量貧金屬恆星。最新的史隆數位巡天（SDSS，Sloan Digital Sky Survey）和史隆擴大瞭解和探索銀河系計畫（SEGUE）是為了探索銀河系的各種元件，理解星系的結構、形成和演化，最終要提供我們銀河系的年齡、組成和恆星在空間分布狀態的關鍵線索。
SDSS J0018-0939被確定為像金屬量非常低的恆星。其他許多低金屬量的恆星已經被確認為屬於環繞銀河的矮星系成員。它們大多數不被認定為貧金屬星，並且其它的性質也不符合，顯示這些恆星有著不同的來源。
SDSS J0018-0939沒有可能改變它的性質，來自聯星的質量轉移和額外混和的特徵，也沒有隨著演化發生內部的混合。
它的輕元素豐度比率，包括碳和鎂的水準都很低。
它相鄰的奇-偶元素對豐度的比例都非常低，與比較星G39-36的比例值差異非常明確。
重中子捕獲的元素，鍶、鋇的豐度也在上限之內，相較於其它的恆星，類似的金屬豐度也是異常的低。這項特徵有時也能在其他更多的金屬貧乏星上發現（[Fe/H] < –3）。
雖然，鐵豐度不如其他非常貧金屬星低，但是碳、鎂和重中子捕獲元素（鍶和鋇）的低豐度，都認為這是一種化學組成非常原始的天體。
由日本國家天文台（NAOJ）、Konan大學和日本兵庫縣立大學、聖母大學、與新墨西哥州立大學組成的團隊，使用口徑8.2公尺昴星團望遠鏡的高分散性光譜儀（HDS）更仔細的研究SDSS J0018-0939
大質量超新星爆炸的核合成模型，證實了先前發現的早期世代恆星不能完全吻合解釋在SDSS J0018-0939觀測到的化學豐度比例。然而，超過100個太陽質量恆星的超新星爆炸模型顯示合成大量鐵元素，而只有少量像碳這樣的輕元素。這意味著SDSS J0018-0939保留的最有可能是第一代非常巨大質量恆星的化學元素豐度。
第一代恆星在自身輻射的回饋下形成，因此預期其質量通常是太陽質量的數十倍。一小部分的恆星可能會成長為非常龐大的天體，擁有300倍以上的M☉。
這樣的恆星在演化過程中會進入不穩定恆星對的地區，並且繼續塌縮，最後進入鐵光致蛻變。這樣的天體被稱為大質量恆星核心塌縮。 
雖然不清楚這種質量非常巨大的恆星是否能發生爆炸，但是其爆發的能量可以高達6 ×1053爾格，同時可以解釋矽的低豐度（相較於鎂）和低的碳與鎂豐度。
一顆質量介於140 M☉ ≲ Mms ≲ 300 M☉的恆星爆炸，由於在靜態的氧燃燒階段產生的電子-正電子對會造成成對不穩定性，消耗爆炸的能量，因而被稱為成對不穩定超新星（PISN，pair-instability supernova）。早期的化學濃縮預測第一代超大質量恆星的PISN爆炸所產生的鐵金屬量與SDSS J0018-0939匹配。它們也預測能形成氣體豐富的PISN恆星是相當罕見的；大約每500顆恆星才會形成一顆這樣的恆星。雖然在高解析光譜儀的觀察下，現在約有500顆恆星的金屬量在–3< [Fe/H]<–2之間，但觀察到的SDSS J0018-0939模式是唯一的，還沒有找到類似的其它天體。
如果SDSS J0018-0939確實是PISN或非常大質量恆星爆炸後形成的，而在原始世代恆星中超大質量恆星只佔了幾個百分點，與現今研究第一代恆星形成理論的預測是類似的。並且這可能與誕生的暗物質暈有關。
強紫外線輻射、高能量爆炸、和從大質量恆星爆炸產生的重元素影響隨後的恆星與星系的形成。如果存在質量超過1,000倍太陽質量的橫星，它可能就是形成超大質量黑洞的種子，就像在銀河系中心發現。

## 外部連結
- SDSS data and images for SDSS J0018-0939
- interactive spectrum for SDSS J0018-0939（页面存档备份，存于）